# Nuria Labari
Nuria Labari Gómez (Santander, 19 de gener de 1979)1 és una escriptora i periodista espanyola.

## Biografia
Va estudiar Ciències Polítiques i de l'Administració a la Universitat del País Basc i va cursar dos anys de doctorat en Relacions Internacionals a l'Institut Ortega y Gasset realitzant una investigació sobre la identitat personal. La seva carrera professional es va desenvolupar a elmundo.es i posteriorment a Telecinco, on va ser redactora en cap del portal digital d'aquesta cadena, a Mediaset España com a subdirectora de continguts i a Megamedia.
Com a escriptora, és coneguda com a autora de contes. El seu llibre de relats Los borrachos de mi vida va guanyar el VII Premi de Narrativa de Caja de Madrid i es va publicar a l'editorial Lengua de Trapo (2009). Labari apareix seleccionada a l'antologia Pequeñas resistencias de Andrés Neuman.
El 2016 va publicar la seva primera novel·la, Cosas que brillan cuando están rotas (Círculo de Tiza) en què afronta els atacs terroristes a Madrid l'11 de març del 2004 des de la ficció, atemptats que va cobrir com a periodista. El 2019 va publicar la novel·la La mejor Madre del Mundo (Random House).
El setembre de 2018 va començar a publicar articles d'opinió al diari El País.

## Obra publicada
- Los borrachos de mi vida, Lengua de Trapo (Madrid, 2009)

- "Madrugada del 14 de marzo", a l'antologia El diablo apuesta a todo, Lengua de Trapo (Madrid, 2011).

- Cosas que brillan cuando están rotas. Novel·la. Círculo de Tiza (Madrid, 2016)
- El gran libro de los niños extraordinarios (2018) Llibre interactiu.[6]
- "Una de los nuestros", a l'antologia Hombres (y algunas mujeres), Zenda, Madrid, 2019.
- La mejor madre del mundo. Novel·la. Random House. (Barcelona, 2019).[7]
- El último hombre blanco. Novel·la. Penguin Random House (Barcelona, 2022).
- No se van a ordenar solas las cosas. Llibre de Relats. Páginas de espuma (2024).